# Andrzej Pigoń
Andrzej Pigoń, Andrew Pigon (ur. 7 czerwca 1922 w Krakowie, zm. 20 grudnia 2005) – polski cytolog.

## Życiorys
Urodził się 7 czerwca 1922 w Krakowie, w rodzinie historyka literatury Stanisława Pigonia, rektora Uniwersytetu Stefana Batorego w Wilnie, i Heleny Dulowskiej, miał brata Krzysztofa.
W 1954 roku uzyskał stopień doktora habilitowanego. W latach 1959–1960 przebywał na Uniwersytecie w Göteborgu. W latach 1955–1967 był kierownikiem Zakładu Cytofizjologii w Katedrze Anatomii Porównawczej Uniwersytetu Jagiellońskiego.
Przyjaźnił się z Henrykiem Szarskim. Publikował w czasopiśmie popularnonaukowym Wszechświat.
15 stycznia 1955 został odznaczony Medalem 10-lecia Polski Ludowej.
W drugiej połowie lat 60. wyemigrował na stałe do USA. Był związany z University of Texas Medical Branch oraz Karolinska Institutet.
Opublikował kilkadziesiąt prac badawczych w recenzowanych czasopismach międzynarodowych, m.in. Science, Journal of Neurobiology, Journal of Neurochemistry, Experimental Cell Research, Developmental Biology, Chromosoma, European Journal of Biochemistry, Journal of Embryology and Experimental Morphology, Journal of Histochemistry & Cytochemistry, Journal of Comparative and Physiological Psychology, The Journal of Protozoology.
Wśród jego uczniów był m.in. Jerzy Vetulani.